# Endopleura
Endopleura é um género botânico pertencente à família Humiriaceae.

## Espécie
- Endopleura uchi (Huber) Cuatrec.

## Nome e referências
Endopleura Cuatrec.